# Mario Marinică
Mario Marinică (n. 13 decembrie 1964, România) este un fotbalist român retras din activitate. După încheierea carierei, a devenit antrenor.
Deține UEFA Pro Licence, cea mai importantă calificare pentru antrenorii profesioniști de fotbal. Palmaresul său în România include antrenorat în cadrul cluburilor Gloria Buzău, Sportul Studențesc, FC Argeș Pitești, Rocar București și Cimentul Fieni.  A pregătit și echipa de Liga a II-a sud-africană, Black Leopards. Marinică a lucrat și în Anglia, la dezvoltarea tinerilor fotbaliști atât la Crystal Palace FC cât și la tineretul echipei Arsenal FC.
Cariera lui de jucător include etape în cadrul echipelor Rocar București, Dinamo București și Steaua București.

## Cariera de jucător
Mario Marinică a jucat la echipele de tineret și de rezerve ale Rocar București, Dinamo București și Steaua București, și s-a retras din fotbal în 1991.
„...Marinică dezvăluie că a jucat fotbal la nivelul juniorilor: «Am început la Dinamo, apoi am trecut la Steaua. Eram mijlocaș central. Am mai fost pe la Rocar, Mecon și Girueta, am prins meciuri în liga a treia...»”

## Cariera de antrenor
Este singurul antrenor român care a antrenat în Anglia; a debutat la Haringey Borough FC (club semi-profesionist) în sezonul 1998-1999.
Între 1999 și 2001, Marinică, în calitate de tânăr antrenor străin, a găsit de lucru în cadrul academiei Arsenal F.C., ocupându-se de echipa under-15. „Am fost la Arsenal în perioada 1999-2000. Am câștigat 49 de meciuri și am făcut un egal fără să fiu învins. Am câștigat campionatul, Cupa Angliei și Cupa Ligii cu fetele de la U-15."  În același timp, în timpul lui liber, el a fost implicat activ în antrenamente pentru refugiați și solicitanți de azil, ca parte a proiectului de caritate National Festival of Fotball.
Sezonul 2001-2002 l-a găsit la cârma echipei Rocar București ca antrenor secund al lui Mihail Marian, unde i-a avut în grijă (printre alții) pe Cristian Silvǎșan, Ionuț Rada și Cristian Neamțu.
În perioada 2002–2003, a fost antrenorul de dezvoltare al Academiei Crystal Palace FC, de lucru cu directorul de la academie, Derek Broadley (care este în prezent director tehnic din Asociația Bermuda de Fotbal), din nou având în grijă jucătorii până în 15 ani. De la Crystal Palace FC, a lucrat cu un număr de jucători care mai târziu au trecut la profesionism; inclusiv Wayne Routledge (actualmente de la Aston Villa și Anglia U21).
La debutul anului 2003, a fost numit antrenor principal al echipei FC Argeș Pitești în mandatul lui Ion Moldovan, unde i-a avut în grijă (printre alții) pe Nicolae Dică, Andrei Prepeliță, Raul Marincău, Marius Bilașco și Adrian Iordache.
După ce a antrenat FC Argeș Pitești a fost adus ca manager tehnic la echipa de divizia secundă Cimentul Fieni, echipă pe care a salvat-o de la retrogradare, deși condițiile financiare ale clubului erau precare.
În ultimii ani el a fost un membru în cadrul Comisiei Tehnice a Federației Române de Fotbal. Și-a pus experiența de antrenor în folosul dezvoltării cursurilor de instruire pentru licență UEFA: UEFA-A și B. De asemenea, el a consultat cu privire la programele de dezvoltare pentru jucătorii de U16 până la cei din echipa U21. A coordonate din iulie 2006 vizita domnului Howard Wilkinson (fostului director al echipa națională de fotbal a Angliei) a conduce sesiuni de la Federația Română de Fotbal de licență „UEFA Pro”.
„Îl știu de foarte mult timp pe Mario. Este un antrenor cu profil intelectual, un metodist, un statistician excelent și un tip cu personalitate. Are și calități de lector. A obținut Licența Pro în Anglia iar Federația de acolo a jucat un rol și în ajungerea lui în Africa de Sud” — Mircea Rădulescu, șeful Școlii Federale de Antrenori
Recent a fost angajat de Stockport County FC și Notts County FC pentru analizarea și monitorizarea echipelor adverse și pe post de scouter. În timpul Campionatul Mondial de Fotbal 2006, el a fost asistent al Naționalei Statului Paraguay, pentru analiza adversarilor din Grupa B: Anglia, Suedia și Trinidad & Tobago.
Din 2005 până în 2007, el a finalizat cursuri de licență „UEFA Pro” din partea Asociației Irlandeze de Fotbal, împreună cu Chris Coleman (actualmente antrenor principal al echipei Coventry City FC) și Jim Gannon (actualmente antrenor principal al Stockport County FC), printre alții.
Marinică a fost apoi temporar antrenor principal al echipei de Liga I din România FC Gloria Buzău.
Marinică continuă cariera în Africa de Sud, unde va încerca în acest sezon promovarea cu „Leoparzii negri” din Thohoyandou. Este parte a unui schimb de experiență între Federația Engleză (FA, n.r.), cu care am colaborat și pentru care mai lucrez, și Federația Sud- Africană. Contractul s-a realizat prin FA și este într-un fel garantat de FA. Presupune să antrenez o echipă de Divizia 1 de aici (n.r. - liga secundă din Africa de Sud), cu scopul de a aduce jucători în Premier League și de a educa și crește în valoare antrenorii locali, de a le spori valoarea antrenorială.
În iulie 2010, a fost angajat ca director tehnic la Sportul Studențesc din Premier League,[16], în urma speculațiilor care îl legau de postul de la echipa națională de fotbal a Zambiei. Marinica a preluat apoi un rol de asistent manager al clubului din prima ligă maghiară Kaposvári Rákóczi FC, apoi a părăsit funcția pentru a prelua un rol similar cu giganții români Rapid București.
Marinica și-a părăsit funcția de consilier tehnic la Rapid București în martie 2015, a lansat o scurtă declarație în care spunea „a fost o plăcere să lucrez la unul dintre cele mai mari nume din fotbalul românesc, din păcate constrângerile financiare de la club m-au forțat să părăsesc rolul meu. , le doresc clubului tot binele suporterilor și proprietarilor să ajute la întoarcerea acestui magnific club de fotbal unde le este locul”.
În iunie 2015, Marinica a preluat rolul de director al fotbalului, alături de Stewart Hall, ca Azam F.C. au făcut o revizuire majoră a personalului lor tehnic cu ochii pe o campanie de succes în cadrul competiției Confederației Federațiilor Africii (CAF). Marinica a reușit să ajute alături de Stewart Hall în conducerea clubului pentru a-și asigura primul titlu de cupă Kegame Interclub fără a încasa un singur gol, trofeul fiind disputat printre cele mai bune echipe din Africa Centrală și de Est. În septembrie 2016, acesta a preluat funcția de asistent manager la Zakho FC, lucrând cu Marian Mihail.
În februarie 2017, a fost anunțat inițial ca antrenor principal al Forest Rangers. Președintele Forest, Benhail Mukuka, a spus că clubul este încântat să fi semnat Marinica, care vine cu succes din perioada sa în Tanzania.Cu toate acestea, la scurt timp după aceea, Perry Mutapa a fost anunțat în schimb, clubul nu a dat detalii despre anularea numirii.
Septembrie 2017 l-a văzut alături de staff-ul tehnic al lui Ion Moldovan la echipa de primă divizie a României, Concordia Chiajna.
În 2019, s-a alăturat ca director tehnic al clubului Indian Super League Kerala Blasters FC și al academiei de tineret a acesteia și al echipei lor de rezervă.
În noiembrie 2021, Marinica a fost numită director tehnic al Asociației de Fotbal din Malawi, cu un contract de trei ani. Pe 6 decembrie a fost anunțat că va conduce Malawi la Cupa Africii Națiunilor, după ce asociația de fotbal (Fam) și-a reorganizat configurația tehnică. La Cupa Africii pe Națiuni 2021, Marinică a obținut prima calificare în fazele eliminatorii din istoria naționalei Malawi, după o victorie cu Zimbabwe și o remiză, 0-0 cu Senegal, terminând grupa pe locul 3.